# Johann Beringer
Johann Bartholomäus Adam Beringer (Würzburg, 1667 – Würzburg, 11 aprile 1738) è stato un medico tedesco.
È passato alla storia per essere stato vittima di uno scherzo che lo ha portato a pubblicare un libro sul ritrovamento di alcuni falsi fossili, rinvenuti in un terreno e da lui ritenuti autentici.

## Antefatto
Docente di storia naturale all'Università di Würzburg, era un convinto sostenitore della natura inorganica dei fossili, da lui definiti ludus naturae. In particolare, Beringer era convinto che i fossili non fossero altro che pezzi di pietra scolpiti da una forza cosmica in modo da rappresentare degli esseri viventi, seguendo così il pensiero di Avicenna sulla natura dei fossili in un'epoca in cui ancora non era stata fatta piena luce sul modo in cui essi si formavano. La sua passione per i fossili era tale che spesso Beringer, insieme ai propri allievi, si recava alla ricerca di qualche reperto sul Monte Eibelstadt, situato nei pressi dell'Università.

## Lo scherzo
La sua grande passione per i fossili convinse due suoi colleghi a giocargli un terribile scherzo. Nel 1725, infatti, J. Ignatz Roderick (professore di geografia, algebra e analisi all'Università di Würzburg) e Johann Georg von Eckhart (consigliere privato e bibliotecario dell'Università) crearono dei falsi fossili, scolpendo delle figure su rocce calcaree, che nascosero poi nel terreno nel quale Beringer era solito effettuare ricerche. Avvenne così che, durante un'escursione didattica, Beringer scoprì i primi falsi fossili, che vennero da lui indicati con il nome di lapides figuratae. I falsi fossili raffiguravano non soltanto animali e conchiglie, ma anche corpi celesti (data la passione di Beringer per l'astronomia) e persino iscrizioni in ebraico recanti anche il nome di Dio.
Eckhart e Roderick nascosero molti altri falsi fossili scoperti poi da Beringer, il quale, convinto della loro autenticità, pubblicò addirittura un libro contenente illustrazioni e spiegazioni circa i ritrovamenti (Lithographiæ Wirceburgensis, 1726). Beringer tentava anche di dare una spiegazione sull'origine dei fossili, rimarcando la propria convinzione che si trattasse di reperti autentici di natura inorganica; tuttavia avanzò anche altre ipotesi, indicando ad esempio che i reperti potevano essere sculture di popoli pagani (che però non avrebbero potuto scrivere il nome di Dio) o anche che si potesse trattare di uno scherzo, pur tendendo a smentire ciascuna di queste alternative alla propria convinzione. L'opera di Beringer fu in seguito acquistata e lodata, anche se non mancarono le critiche; su tutte, quella al fatto che le forme rappresentate nei reperti sembravano essere disposte all'interno della roccia in modo non casuale, rispettando la forma della pietra che li conteneva.
Lo stesso Beringer se ne rese conto, ma interpretò questa caratteristica come prova della creazione dei fossili da parte di una forza cosmica o dell'intervento divino. Roderick e Eckhart presto si resero conto che lo scherzo stava assumendo dimensioni troppo grandi, e provarono inutilmente a convincere Beringer che i fossili non erano autentici, pur senza dichiararsi autori dello scherzo. Fu così che prepararono un ultimo fossile falso, recante la scritta vivat Beringerius: solo allora Beringer si rese conto di essere stato vittima di una burla colossale.

## Conseguenze
L'intera vicenda divenne nota come la storia delle pietre false (Lügensteine in tedesco); Beringer, una volta resosi conto dello scherzo, fece causa a Eckhart e Roderick, e il 13 aprile 1726 vinse la causa in tribunale. Durante il processo (di cui esistono ancora le trascrizioni) emerse che i due artefici dello scherzo vollero screditare Beringer, ritenendo che "era molto arrogante" e che "li disprezzava tutti". Ma ad essere screditati maggiormente furono proprio Eckhart e Roderick: il primo dovette rinunciare ad accedere alla biblioteca, mentre il secondo fu costretto addirittura a lasciare Würzburg, tanto era il disonore.
Nonostante alcune voci sostenessero che Beringer fosse morto di dispiacere subito dopo la vicenda, egli visse ancora per 12 anni (14 secondo altre fonti); pare inoltre, sebbene non ve ne sia certezza, che Beringer abbia passato il resto della vita a cercare di ritirare le copie del proprio libro in circolazione, ma invano; alcune copie esistono ancora oggi e la sua opera fu addirittura ristampata nel 1767, non molti anni dopo la sua morte. Alcuni dei falsi reperti da lui scoperti sono oggi visibili al museo dell'Università di Oxford.